# 1komma5grad
1komma5grad (Eigenschreibweise: 1KOMMA5°) ist ein Energieversorger aus dem Bereich der erneuerbaren Energien, der Energiesysteme wie Stromspeicher, Photovoltaikanlagen, Wärmepumpen und Wallboxen anbietet. Mithilfe von Künstlicher Intelligenz vernetzt 1komma5grad diese Technologien zu einem virtuellen Kraftwerk, das Energieerzeugung und -verbrauch an die Verfügbarkeit von Sonne und Wind anpasst.
Der Firmensitz ist in Hamburg. Im Geschäftsjahr 2023 erwirtschaftete das Unternehmen einen Umsatz von 360,8 Millionen Euro.

## Geschichte

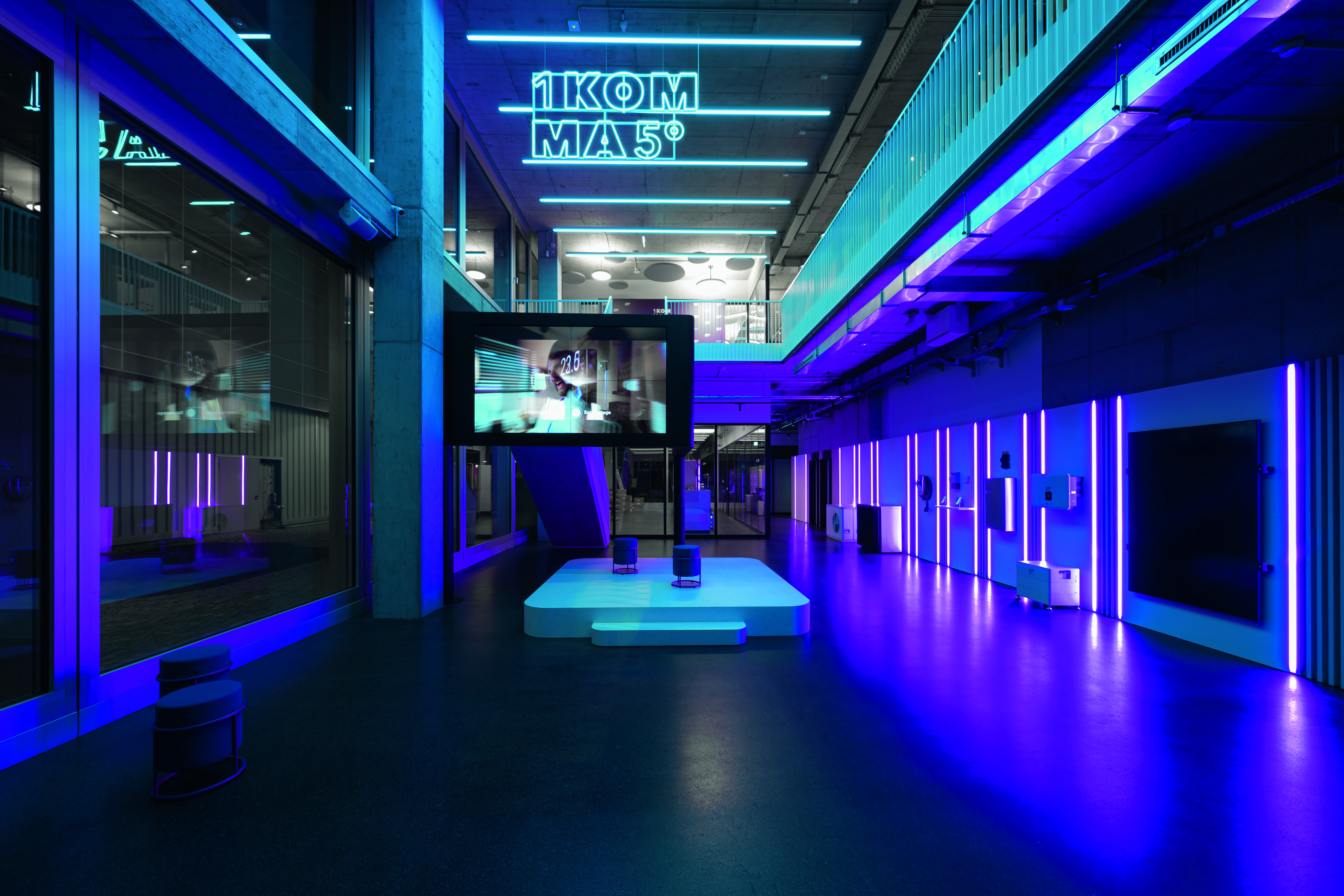
1KOMMA5° TechLab Berlin

Das Unternehmen wurde im Jahr 2021 von Philipp Schröder, Micha Grüber, Jannik Schall und Philip Liesenfeld gegründet. Noch im Gründungsjahr übernahm 1komma5grad die ersten regionalen Handwerksbetriebe und fand Investoren, darunter Porsche Ventures.
2022 expandierte 1komma5grad nach Schweden und Finnland und eröffnete den ersten Ausstellungsraum in Hamburg. Zudem brachte das Unternehmen die künstliche Intelligenz Heartbeat AI auf den Markt. Weiterhin stiegen eCapital, BTOV Ventures, Eurazeo, Blue Elephant Ventures sowie die Familien Haniel und Schürfeld als Investoren in das Unternehmen ein.
Im Jahr 2023 erreichte 1komma5grad mit einer Bewertung von über einer Milliarde Euro den Einhorn-Status. Durch Übernahmen in Dänemark und Spanien expandierte das Unternehmen in Europa weiter. Zudem wurde die australische Arkana Energy Group übernommen.
2024 trat das Unternehmen in den niederländischen Markt ein. Im selben Jahr beteiligte sich der Großinvestor Hamilton Lane an 1komma5grad. Bis zur Jahresmitte überschritt das Unternehmen die Marke von 100.000 Kunden.
In einer Finanzierungsrunde sammelte das Unternehmen Ende 2024 rund 150 Millionen Euro ein. Die Finanzierung wurde unter anderem vom California State Teachers' Retirement System (Calstrs), einem staatlichen Pensionsfonds, übernommen.
Seit 2025 bietet 1komma5grad Klimaanlagen an.

## Unternehmensstruktur
Die 1komma5grad GmbH hat ihren Sitz in Hamburg und verfügt weltweit über 80 Standorte in Deutschland, Schweden, Finnland, Dänemark, Spanien, den Niederlanden und Australien. Zu den Standorten gehören Handwerksbetriebe, die in der Beratung, Planung, Installation und Wartung von Energiesystemen tätig sind, mehrere Ausstellungsräume in verschiedenen Städten sowie ein Forschungs- und Entwicklungszentrum in Berlin.
Das Unternehmen ist Hersteller für Photovoltaik und Batterien und arbeitet zudem mit Partnerherstellern, darunter Stiebel Eltron, SolarEdge, Enphase Energy und Daikin.
Die 1komma5grad GmbH erwirtschaftete im Geschäftsjahr 2023 einen Umsatz in Höhe von 360,8 Millionen Euro, davon wurden 223,6 Millionen Euro in Deutschland erzielt.
Der Unternehmensname ist an das 1,5-Grad-Ziel des Pariser Klimaabkommens angelehnt.

## Produkte
1komma5grad ist im Bereich der erneuerbaren Energien tätig und produziert und vertreibt verschiedene Energiesysteme, darunter Stromspeicher, Photovoltaikanlagen, Wärmepumpen und Wallboxen. Zusätzlich bietet das Unternehmen Dienstleistungen wie die Planung, Installation und Wartung solcher Systeme an.
Für die Vernetzung und Steuerung dieser Systeme entwickelte 1komma5grad die künstliche Intelligenz Heartbeat AI. Sie verbindet Solaranlagen, Speicher, Wärmepumpen und Ladestationen zu einem Virtuellen Kraftwerk und passt die Energieerzeugung und den Energieverbrauch an die Verfügbarkeit von Sonne und Wind an. Heartbeat AI kann Strom an der Strombörse hinzukaufen oder überschüssigen Strom in das Netz einspeisen. Hierfür bietet das Unternehmen den dynamischen Stromtarif Dynamic Pulse an. Über die intelligente Steuerung durch diese Systeme wird der Energieverbrauch bedarfsgerecht angepasst, wodurch Kosteneinsparungen erzielt werden können. Die KI wird Stand 2024 in Deutschland, Schweden, Dänemark und den Niederlanden eingesetzt. Seit November 2024 sind die Tätigkeiten des KI-Bereichs in einer eigenen Tochtergesellschaft gebündelt, der Heartbeat GmbH.
Da 1komma5grad alle Komponenten von der Stromerzeugung bis zum Verbrauch, sowie Dienstleistungen und Speichersysteme unabhängig von einer Solaranlage anbietet, wird das Unternehmen in Lokalzeitungen wie der Hessischen Niedersächsischen Allgemeinen und Fachzeitschriften wie der Immobilien Zeitung als One-Stop-Shop bezeichnet. Laut Jonas Rest vom Manager Magazin hat 1komma5grad im Jahr 2024 aufgrund schwieriger Marktbedingungen ein Minus erwirtschaftet und den Börsengang auf unbestimmte Zeit verschoben.

## Auszeichnungen
- 2023: Hamburger Gründerpreis in der Kategorie Existenzgründer[43]
- 2023 und 2024: Auszeichnung als LinkedIn Top-Start-up[44]
- 2024: Auszeichnung als führender europäischer Solarinstallateur, verliehen durch das Marktforschungsunternehmen EUPD Research[45]
- 2025: Auszeichnung als „Top Brand PV Installer“ in Europa, verliehen durch das Marktforschungsunternehmen EUPD Research[46]

## Kritik
Im November 2024 wurde die Werbung von 1komma5grad für „kostenlosen Strom“ von der Wettbewerbszentrale beanstandet. Daraufhin änderte 1komma5grad die Werbung auf „nahezu kostenlosen Strom“. Ein Wettbewerber von 1komma5grad reichte außerdem vor dem Landgericht Hamburg aufgrund des alten Werbeversprechens eine einstweilige Verfügung ein, welche jedoch Ende Januar 2025 vom Oberlandesgericht Hamburg zurückgewiesen wurde, da keine pauschale Irreführung der Verbraucher festgestellt wurde.